# Europese kampioenschappen shorttrack 2006
De Europese kampioenschappen shorttrack 2006 werden gehouden van 20 tot en met 22 januari in het Poolse Krynica Zdrój. Titelverdedigers waren Fabio Carta (Italië) en Evgenja Radanova (Bulgarije).
Bij de mannen behaalde de Italiaan Nicola Rodigari zijn tweede Europese titel door op de eerste twee dagen zowel de 1500 meter als de 500 meter winnend af te sluiten. Toen hij op de slotdag tweede werd op de 1000 meter kon de zege in het eindklassement hem nauwelijks meer ontgaan. Hij finishte op de afsluitende 3000 meter als vierde en was daarmee zeker van de titel. Titelverdediger Carta eindigde dit jaar op plaats twee. De Belg Pieter Gysel legde beslag op de derde plaats.
Bij de vrouwen veroverde haar Evgenja Radanova zesde Europese titel in haar carrière. Zij wist zowel de 1500 meter, de 500 meter als de 1000 meter te winnen en stond daarmee riant aan kop voor de 3000 meter waarop ze uiteindelijk vijfde zou worden. Zij werd op het erepodium geflankeerd door de Italiaanse vrouwen Arianna Fontana (2e) en Katia Zini (3e).
Tijdens het toernooi wisten Cees Juffermans en Liesbeth Mau Asam zich namens Nederland te kwalificeren voor de Olympische Winterspelen in Turijn. Juffermans voldeed aan de vormbehoudeisen van NOC*NSF op de 1500 meter, terwijl Mau Asam datzelfde deed, maar dan op de 500 meter.

## Allround
|        | Naam                | Land | pnt |
| ------ | ------------------- | ---- | --- |
| Goud   | Nicola Rodigari     | ITA  | 97  |
| Zilver | Fabio Carta         | ITA  | 68  |
| Brons  | Pieter Gysel        | BEL  | 63  |
| 4      | Nicola Franceschina | ITA  | 26  |
| 5      | Sergei Prankevitch  | RUS  | 24  |
| 6      | Tyson Heung         | GER  | 15  |
| 7      | Maxime Chataignier  | FRA  | 13  |
| 8      | Thibaut Faconnet    | FRA  | 13  |
| 9      | Cees Juffermans     | NED  | 3   |
| 10     | Volodymir Grygoriev | UKR  | 2   |

|        | Naam                | Land | pnt |
| ------ | ------------------- | ---- | --- |
| Goud   | Evgenja Radanova    | BUL  | 107 |
| Zilver | Arianna Fontana     | ITA  | 55  |
| Brons  | Katia Zini          | ITA  | 50  |
| 4      | Stephanie Bouvier   | FRA  | 34  |
| 5      | Marta Capurso       | ITA  | 34  |
| 6      | Tatjana Borodoelina | RUS  | 24  |
| 7      | Erika Huszar        | HUN  | 11  |
| 8      | Liesbeth Mau Asam   | NED  | 7   |
| 9      | Kateřina Novotná    | CZE  | -   |
| 10     | Nina Jevtejeva      | RUS  | -   |

## Afstanden

### Mannen
| rang   | schaatser           | land      | tijd     | pnt |
| ------ | ------------------- | --------- | -------- | --- |
| Goud   | Nicola Rodigari     | Italië    | 2:21.500 | 34  |
| Zilver | Pieter Gysel        | België    | 2:21.595 | 21  |
| Brons  | Nicola Franceschina | Italië    | 2:21.814 | 13  |
| 4      | Sergei Prankevitch  | Rusland   | 2:22.033 | 8   |
| 5      | Tyson Heung         | Duitsland | 2:22.171 | 5   |
| 6      | Cees Juffermans     | Nederland | 2:22.177 | 3   |
| 7      | Volodymyr Grygoriev | Oekraïne  | 2:22.473 | 2   |
| 8      | Tomas Greschner     | Slowakije | 2:22.728 | 1   |

| rang   | schaatser           | land      | tijd   | pnt |
| ------ | ------------------- | --------- | ------ | --- |
| Goud   | Nicola Rodigari     | Italië    | 42.613 | 34  |
| Zilver | Pieter Gysel        | België    | 43.497 | 21  |
| Brons  | Sergei Prankevitch  | Rusland   | 43.590 | 13  |
| 4      | Tyson Heung         | Duitsland | 43.919 | 8   |
| 5      | Nicola Franceschina | Italië    | Diskw. | 0   |

| rang   | schaatser          | land      | tijd     | pnt |
| ------ | ------------------ | --------- | -------- | --- |
| Goud   | Fabio Carta        | Italië    | 1:29.665 | 34  |
| Zilver | Nicola Rodigari    | Italië    | 1:29.898 | 21  |
| Brons  | Thibaut Fauconnet  | Frankrijk | 1:30.427 | 13  |
| 4      | Maxime Chataignier | Frankrijk | 1:42.147 | 8   |

| rang | schaatser           | land      | tijd     | pnt |
| ---- | ------------------- | --------- | -------- | --- |
| 1    | Fabio Carta         | Italië    | 5:14.510 | 34  |
| 2    | Pieter Gysel        | België    | 5:14.522 | 21  |
| 3    | Nicola Franceschina | Italië    | 5:15.089 | 13  |
| 4    | Nicola Rodigari     | Italië    | 5:15.120 | 8   |
| 5    | Maxime Chataignier  | Frankrijk | 5:15.370 | 5   |
| 6    | Sergei Prankevitch  | Rusland   | 5:16.635 | 3   |
| 7    | Tyson Heung         | Duitsland | 5:25.637 | 2   |
| 8    | Thibaut Fauconnet   | Frankrijk | diskw.   | 0   |

### Vrouwen
| rang   | schaatsster         | land      | tijd     | pnt |
| ------ | ------------------- | --------- | -------- | --- |
| Goud   | Evgenja Radanova    | Bulgarije | 2:32.777 | 34  |
| Zilver | Marta Capurso       | Italië    | 2:33.010 | 21  |
| Brons  | Arianna Fontana     | Italië    | 2:33.499 | 13  |
| 4      | Katia Zini          | Italië    | 2:33.943 | 8   |
| 5      | Liesbeth Mau Asam   | Nederland | 2:34.506 | 5   |
| 6      | Tatjana Borodoelina | Rusland   | 2:34.996 | 3   |

| rang   | schaatsster         | land      | tijd     | pnt |
| ------ | ------------------- | --------- | -------- | --- |
| Goud   | Evgenja Radanova    | Bulgarije | 45.174   | 34  |
| Zilver | Arianna Fontana     | Italië    | 45.562   | 21  |
| Brons  | Tatjana Borodoelina | Rusland   | 46.045   | 13  |
| 4      | Erika Huszar        | Hongarije | 1:06.112 | 8   |

| rang   | schaatsster       | land      | tijd     | pnt |
| ------ | ----------------- | --------- | -------- | --- |
| Goud   | Evgenja Radanova  | Bulgarije | 1:35.108 | 34  |
| Zilver | Stéphanie Bouvier | Frankrijk | 1:35.453 | 21  |
| Brons  | Marta Capurso     | Italië    | 1:35.520 | 13  |
| 4      | Katia Zini        | Italië    | 1:35.613 | 8   |

| rang | schaatsster         | land      | tijd     | pnt |
| ---- | ------------------- | --------- | -------- | --- |
| 1    | Katia Zini          | Italië    | 5:20.949 | 34  |
| 2    | Arianna Fontana     | Italië    | 5:27.801 | 21  |
| 3    | Stéphanie Bouvier   | Frankrijk | 5:28.342 | 13  |
| 4    | Tatjana Borodoelina | Rusland   | 5:29.496 | 8   |
| 5    | Evgenja Radanova    | Bulgarije | 5:54.280 | 5   |
| 6    | Erika Huszar        | Hongarije | 5:59.099 | 3   |
| 7    | Liesbeth Mau Asam   | Nederland | 6:25.689 | 2   |
| 8    | Marta Capurso       | Italië    | diskw.   | 0   |

## Aflossing
| rang   | schaatser                                  | land                | tijd      | pnt |
| ------ | ------------------------------------------ | ------------------- | --------- | --- |
| Goud   | Carta, Rodigari, Confortola, Franceschina  | Italië              | 6:58.658  | 34  |
| Zilver | De Boisset, Chataignier, Fauconnet, Mattei | Frankrijk           | 7:00.346  | 21  |
| Brons  | Praus, Heung, Hartwig, Bauer               | Duitsland           | 7:00.4274 | 13  |
| 4      | Eley, Iveson, Stanley, Worth               | Verenigd Koninkrijk | 7:03.166  | 8   |

| rang   | schaatsster                              | land      | tijd     | pnt |
| ------ | ---------------------------------------- | --------- | -------- | --- |
| Goud   | Capurso, Fontana, M.Zini, K.Zini         | Italië    | 4:27.436 | 34  |
| Zilver | Bouvier, Choi, Gollin, Lecompere         | Frankrijk | 4:28.388 | 21  |
| Brons  | Darazs, Heidum, Huszar, Lajtos           | Hongarije | 4:30.274 | 13  |
| 4      | Evteeva, Borodoelina, Tretiakova, Belova | Rusland   | 4:35.673 | 8   |

Malmö 1997 · 
Boedapest 1998 · 
Oberstdorf 1999 · 
Bormio 2000 · 
Den Haag 2001 · 
Grenoble 2002 · 
Sint-Petersburg 2003 · 
Zoetermeer 2004 · 
Turijn 2005 · 
Krynica Zdrój 2006 · 
Sheffield 2007 ·
Ventspils 2008 · 
Turijn 2009 · 
Dresden 2010 · 
Heerenveen 2011 · 
Mladá Boleslav 2012 · 
Malmö 2013 · 
Dresden 2014 · 
Dordrecht 2015 · 
Sotsji 2016 · 
Turijn 2017 · 
Dresden 2018 · 
Dordrecht 2019 · 
Debrecen 2020 · 
Gdańsk 2021 · 
Dresden 2022 · 
Gdańsk 2023 · 
Gdańsk 2024 · 
Dresden 2025